# Таза (улус)
Таза́ (Тазы, эвенк. Таз — «отгонное место») — улус в Курумканском районе Бурятии. Входит в «сельское поселение «Улюнхан эвенкийское»».

## География
Расположен на левом берегу реки Баргузин, в 7 км к востоку от центра сельского поселения — улуса Улюнхан.

## Население
| 2002 | 2010 |
| ---- | ---- |
| 22   | ↗36  |